# Klosterbrauerei Andechs

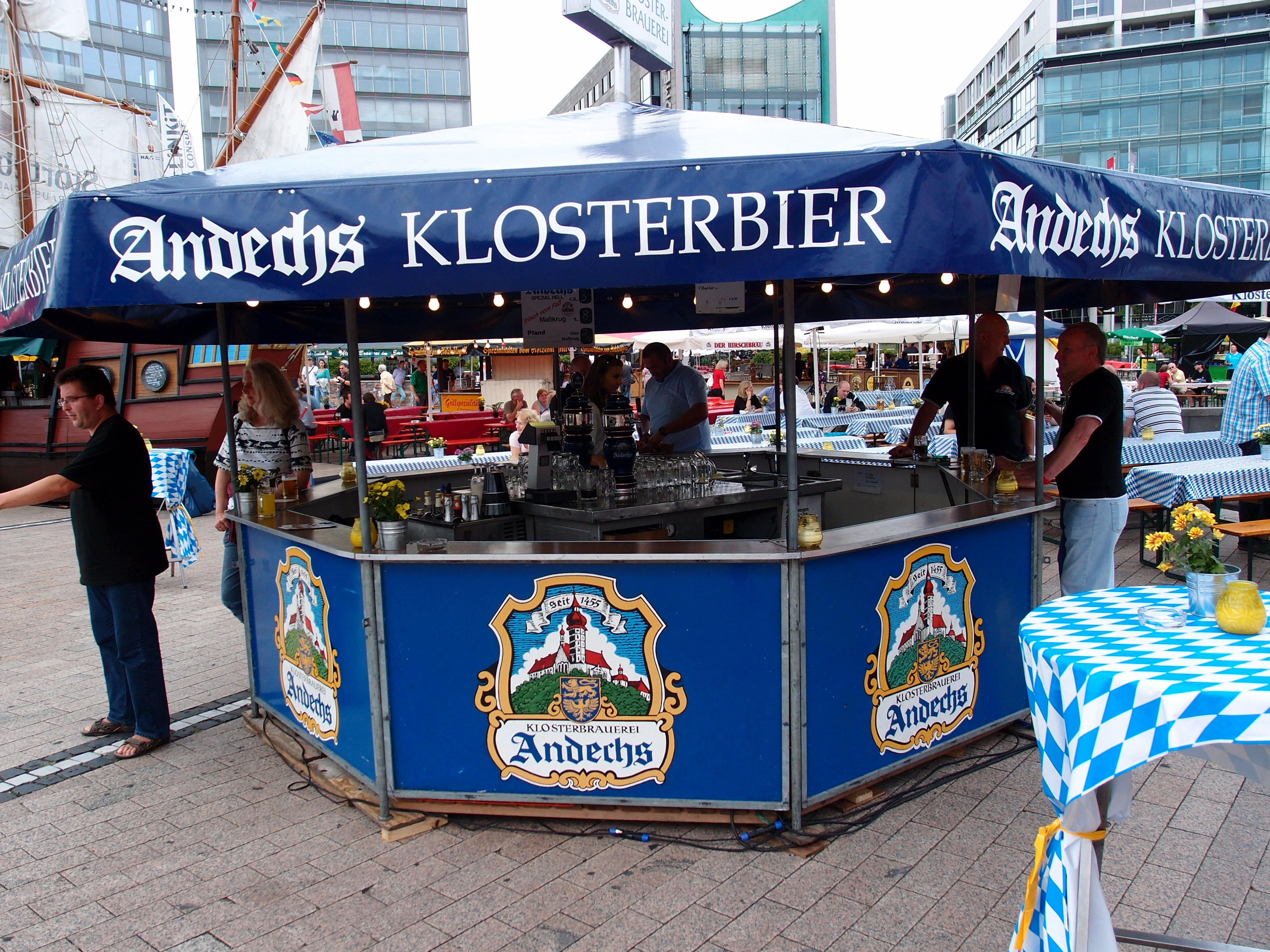
Un puesto de Andechs en el 2012 el festival de la cerveza en la Colonia

La Klosterbrauerei Andechs (cervecería del monasterio de Andechs) es una cervecería monástica en Andechs, Alta Baviera, Alemania, conocida por sus cervezas Andechser. La cervecería está dirigida por los monjes del Monasterio de Andechs, que pertenece al priorato de la abadía de San Bonifacio, una abadía benedictina situada a 40 km de distancia, en Múnich. Es la única cervecería monástica en Alemania que produce cerveza de estilo bock todo el año para su distribución a nivel nacional. Cada año, la fábrica produce más de 100 000 hl de cerveza. Parte de su producción se sirve en el recinto de la abadía; el resto se exporta por toda Alemania y de todo el mundo.

## Historia
La primera referencia documentada de la cerveza que se elabora en Andechs Abbey data de 1455. Los monjes benedictinos han perpetuado la tradición cervecera desde entonces. En 1906 se construyó una maltería de siete pisos, y en 1950 se erigió la primera planta de embotellado. En 1972, la abadía decidió crear una instalación de elaboración de cerveza separada al pie de la montaña, que se completó en 1974, seguida de por un nuevo edificio de elaboración de cerveza en 1983. Las instalaciones de fermentación y almacenamiento se ampliaron en 2006, y la fábrica se renovó en 2007.

## Cervezas
La fábrica de cerveza produce:
- Vollbier Hell
- Vollbier Hell Alkoholfrei, sin alcohol
- Spezial Hell
- Bergbock Hell
- Export Dunkel
- Doppelbock Dunkel, con una gravedad original de un 18,5% y el 7,1% de alcohol por volumen

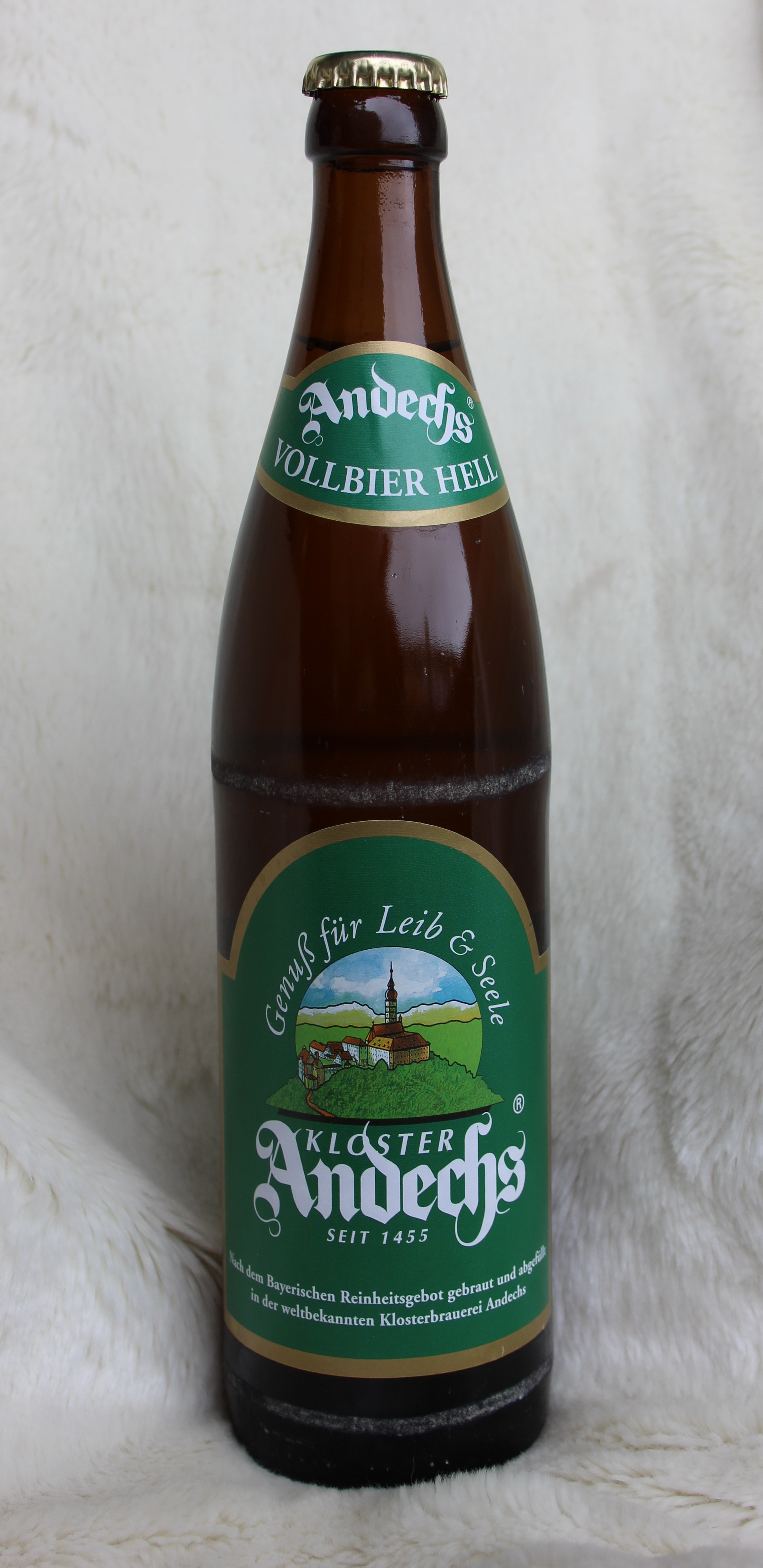
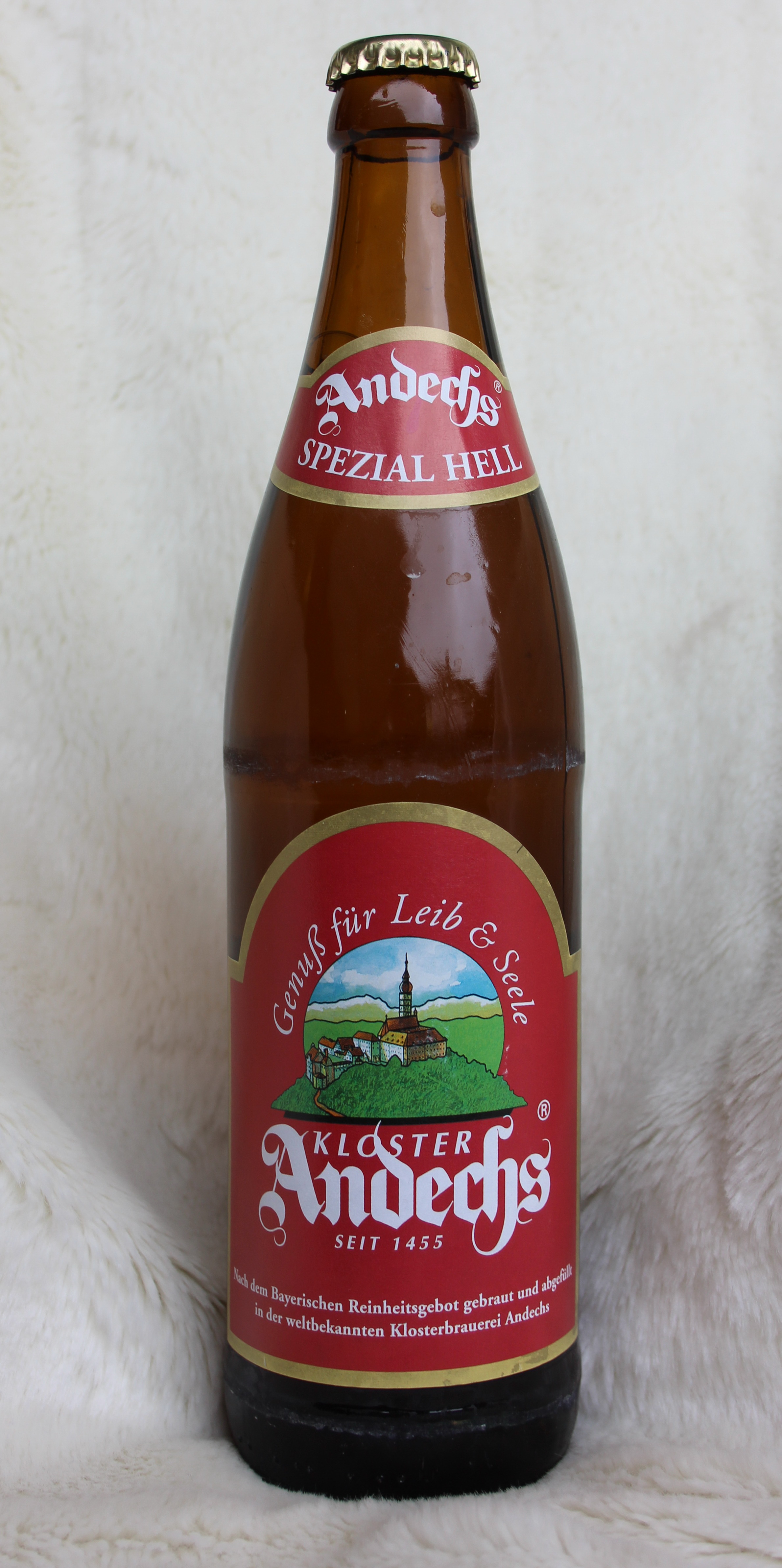
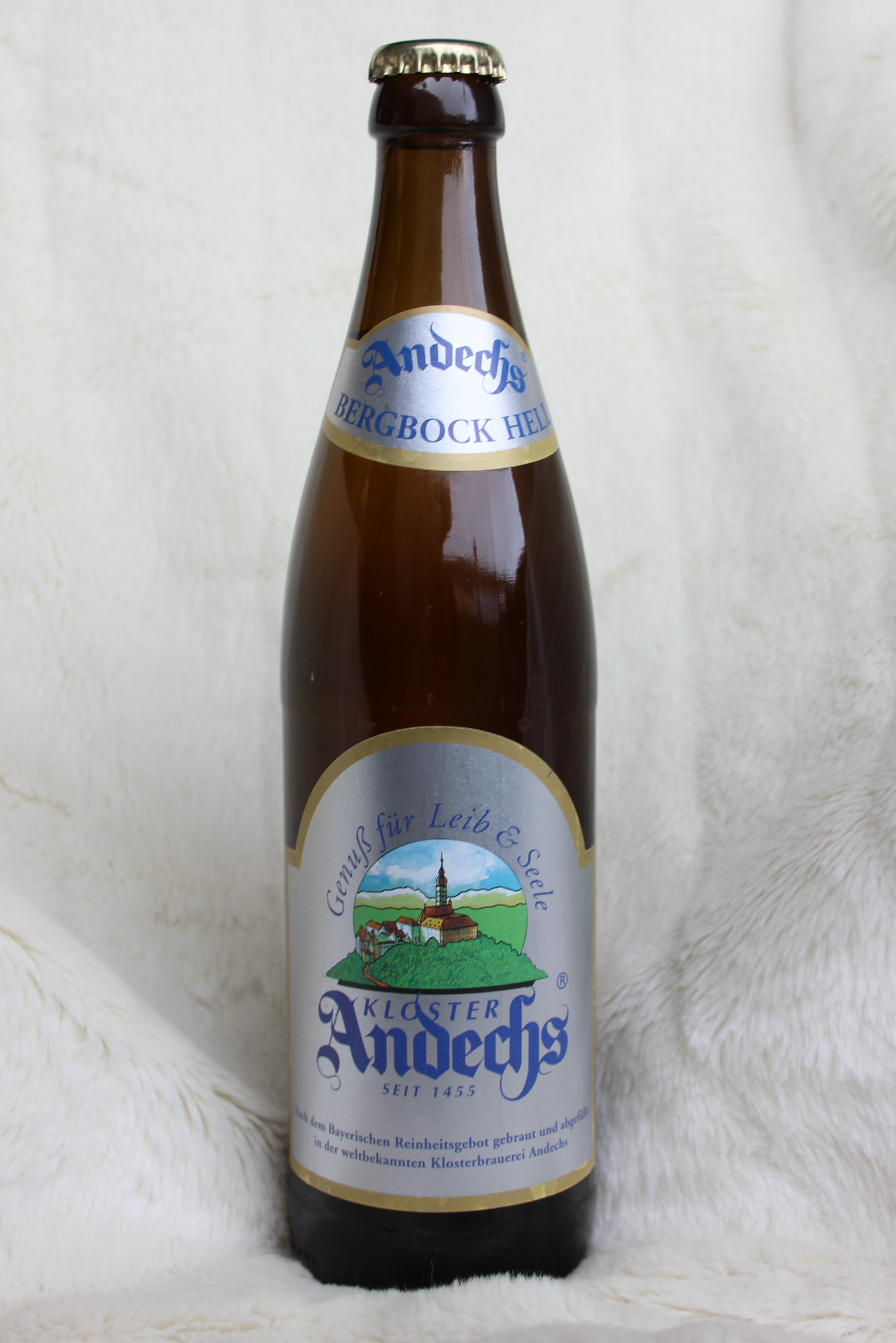
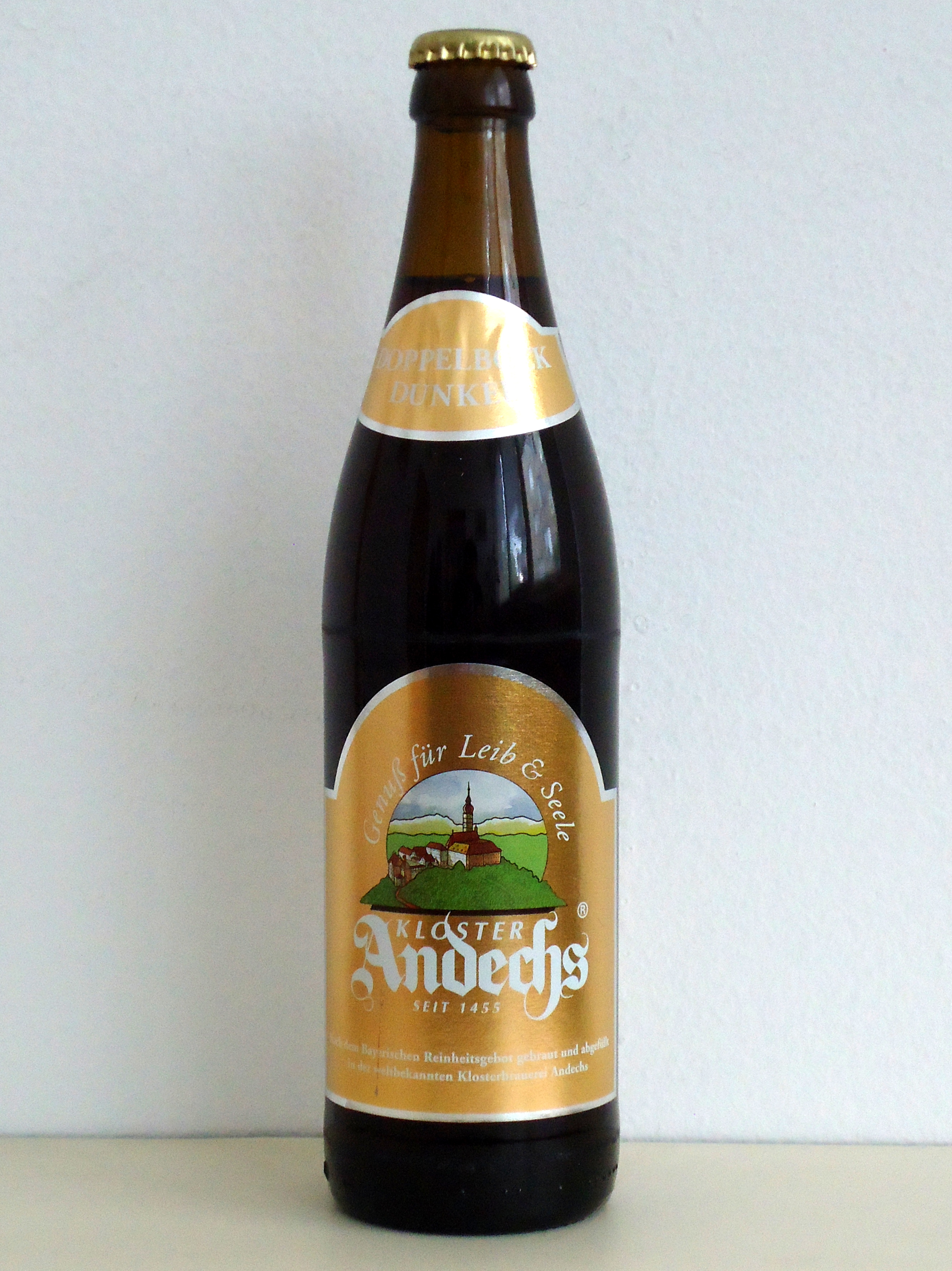
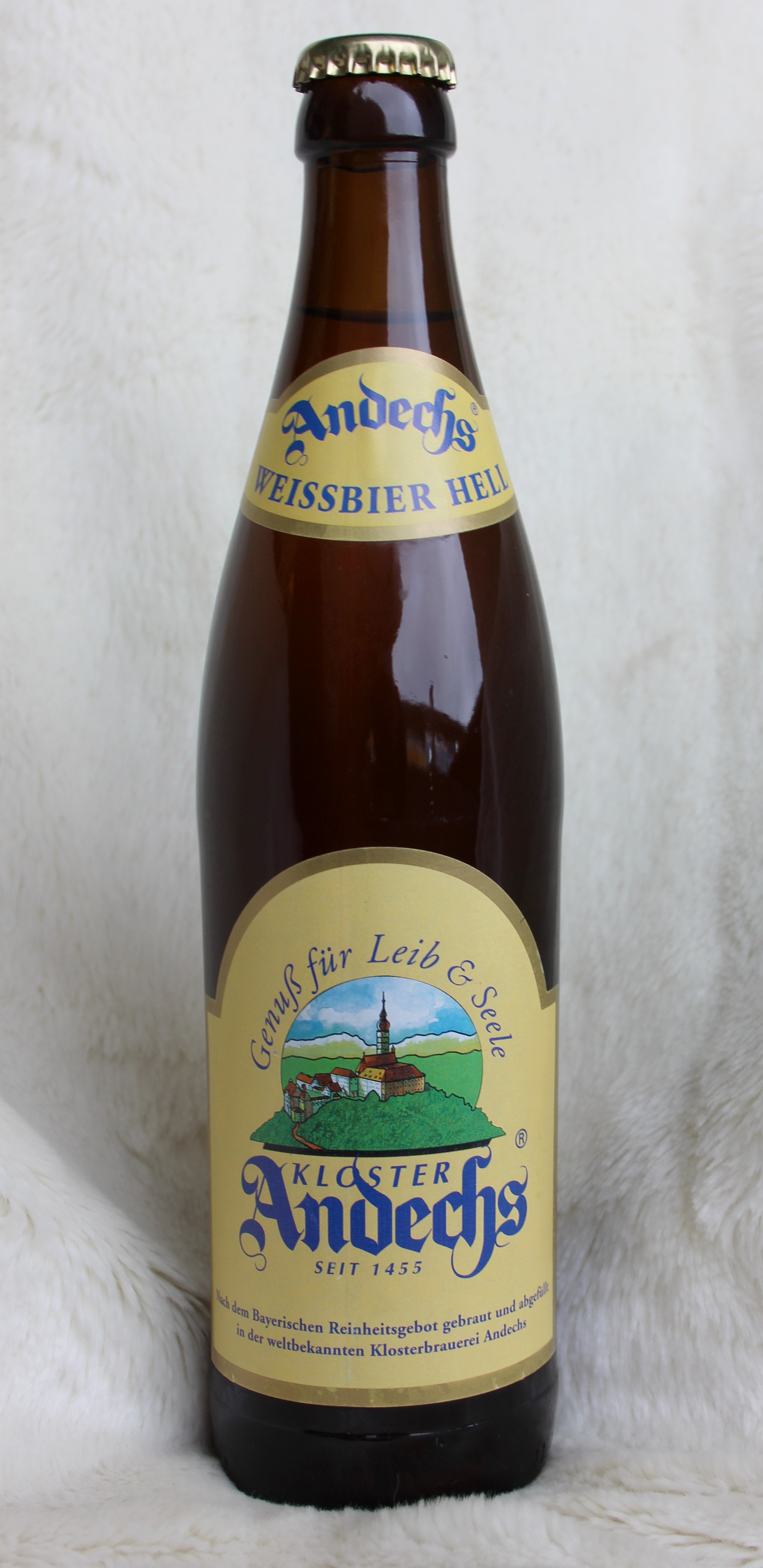
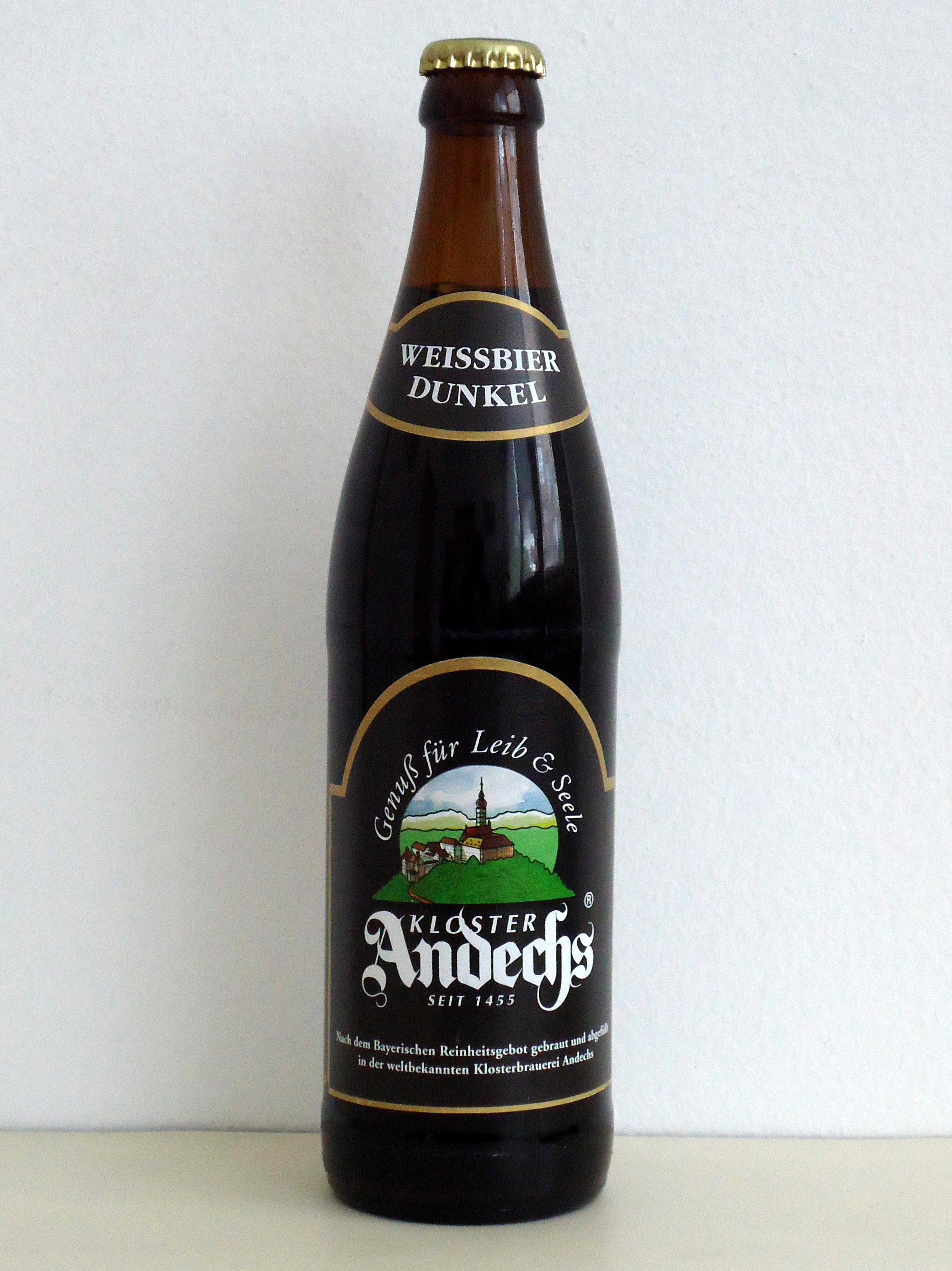
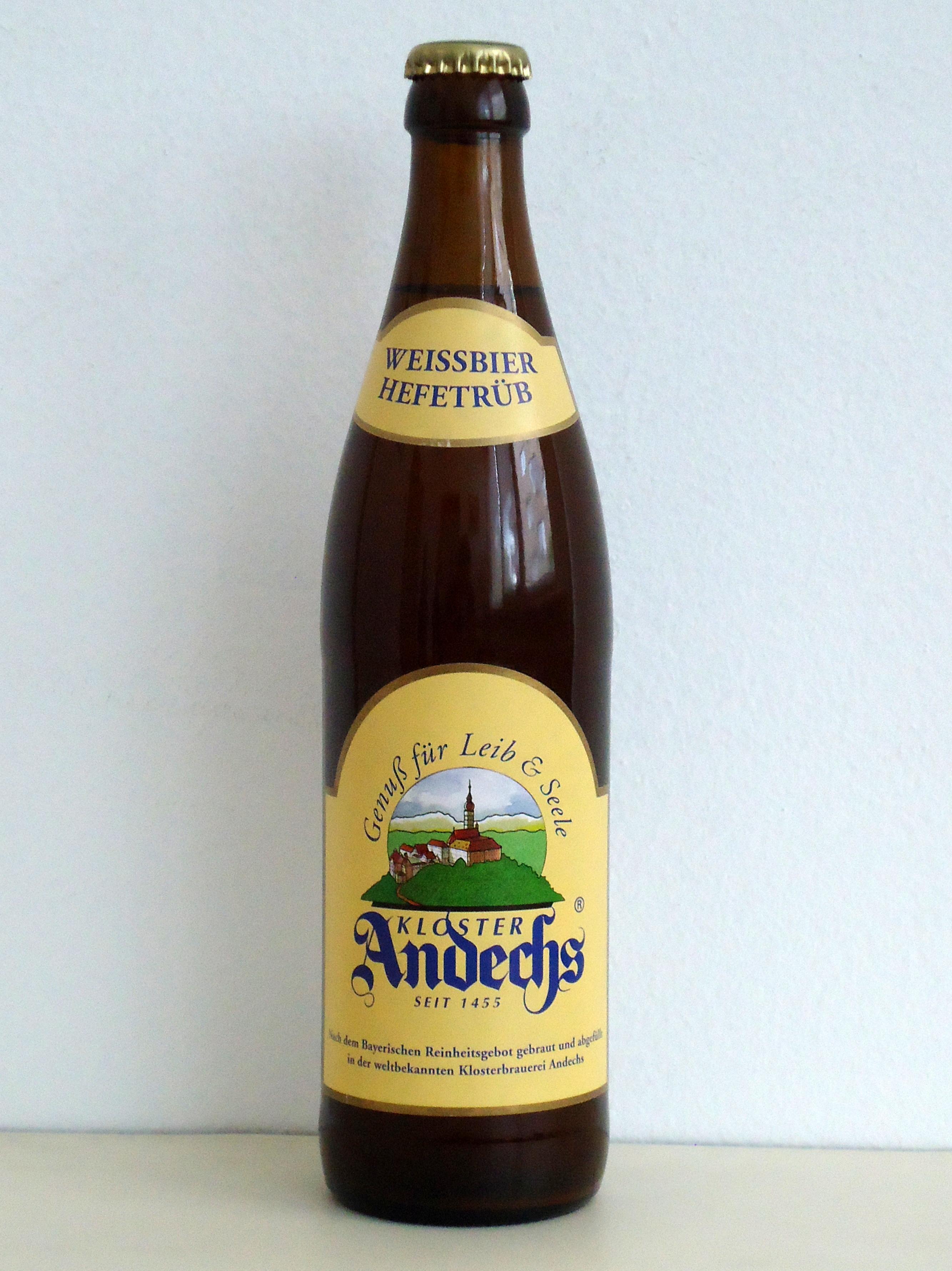

- Weißbier Hell
- Weißbier Dunkel
- Weißbier Alkoholfrei, sin alcohol
- Weizenbock
- Radler Naturtrüb